# نجم أحمر فائق العملقة

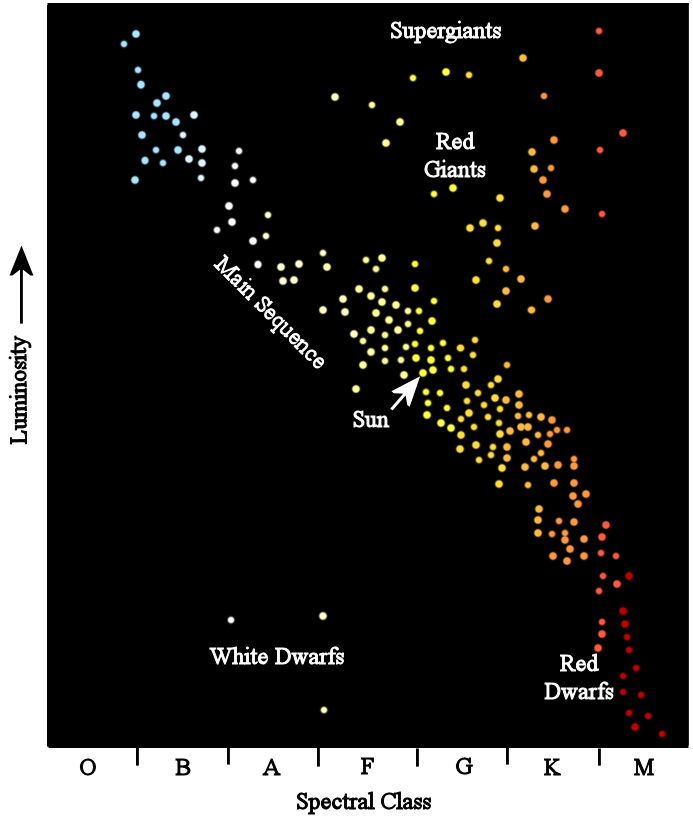
يبين مخطط هرتسبرونغ وراسل النسق الأساسي في تصنيف النجوم، وصفات الشمس بينها. المحور الأفقي يبين فئات الطيف وبالتالي درجات حرارة سطح النجم (منخفضة إلى اليمين مرتفعة إلى اليسار)، والمحور الراسي يعطي نسبة ضياء النجم إلى ضياء الشمس، وتبلغ تلك النسبة في أعلى الرسم نحو 500.000 مرة أشد من ضياء الشمس.

النجم الأحمر الفائق العملقة (بالإنجليزية: Red supergiant)‏ هو نجم نجم فائق العملقة يحتل المركز الأول من حيث الإضاءة في التصنيف النجمي من الفئة الطيفية K أو M، وهو أكبر النجوم من حيث الحجم وليس الكتلة ومن أمثلته منكب الجوزاء ونجم قلب العقرب. تتميزهذه النجوم بأنها شديدة البرودة وتصل درجة الحرارة على السطح 3500-4500 كلفن. أشهر خمس نجوم كبيرة في المجرة هي : في واي الكلب الأكبر، في في الملتهب، في 354 الملتهب، آر دبليو الملتهب وبرج الرامي كي دبليو.

## التصنيف
تُصنف النجوم نجومًا فائقة العملقة على أساس تصنيفها الضوئي الطيفي. يستخدم هذا النظام خطوطًا طيفية تشخيصية معينة لتقدير الجاذبية السطحية لنجم ما، وبالتالي تحديد حجمه بالنسبة إلى كتلته. تكون النجوم الأكبر أكثر إضاءة عند درجة حرارة معينة ويمكن الآن تجميعها في نطاقات مختلفة من السطوع.
تظهر الاختلافات الضوئية بين النجوم في درجات الحرارة المنخفضة، إذ تكون النجوم العملاقة أكثر سطوعًا من النجوم القزمة أو النجم بحجم عادي. لدى النجم الفائق العملقة أقل جاذبية سطحية وبالنتيجة فهو الأكبر والأسطع في درجة حرارة معينة.
يكاد يكون نظام تصنيف يركس أو مورغان-كينان «إم-كي» عالميًا. يجمع النجوم في خمس مجموعات سطوع أساسية محددة بالأرقام الرومانية:
- I فائق العملقة
- II عملاق ساطع
- III عملاق
- IV شبه عملاق
- V قزم «نسق أساسي»

تُقسم فئة اللمعان خصوصاً بالنجوم الفائقة العملقة، إلى نجوم فائقة العملقة العادية من الفئة «Ib» نجوم فائقة العملقة الساطعة من الفئة «Ia» وتُستخدم أيضًا الفئة الوسطى «Iab». تُحدد النجوم اللماعة بشكل استثنائي، ذات الجاذبية السطحية القليلة مع دلائل قوية على خسارة في الكتلة، من خلال فئة السطوع 0 «صفر» وهذا نادراً ما نشاهده. في كثير من الأحيان سيُستخدم التصنيف Ia-0، والأكثر شيوعًا هو Ia +. نادراً ما تطبق هذه التصنيفات الطيفية العملاقة الهائلة على النجم الأحمر الفائق العملقة. على الرغم من أن المصطلح «عملاق هائل» يستخدم أحياناً للنجم الأحمر الفائق العملقة الأكثر امتداداً وغير المستقر.
يشير الجزء «أحمر» من «النجم الأحمر الفائق العملقة» إلى درجة الحرارة الباردة. تعتبر النجوم الفائقة النجوم الفائقة العملقة النجوم الفائقة العملقة الأبرد، وتكون من النمط M، وبعضها على الأٌقل من النمط K، رغم عدم وجود توزع دقيق. تُعتبر النجوم الفائقة العملقة من النوع K غير شائعة مقارنةً بالنوع M، لأنها مرحلة انتقالية قصيرة الأمد وغير مستقرة إلى حد ما. في بعض الأحيان توصف النجوم من النوع K، خصوصاً أنواع K المبكرة أو الأكثر سخونة، بكونها عملاقة برتقالية «مثال: زيتا الملتهب»، أو حتى صفراء «مثل النجم المفرط العملقة الأصفر إتش آر 5171 إيه».

## الخصائص

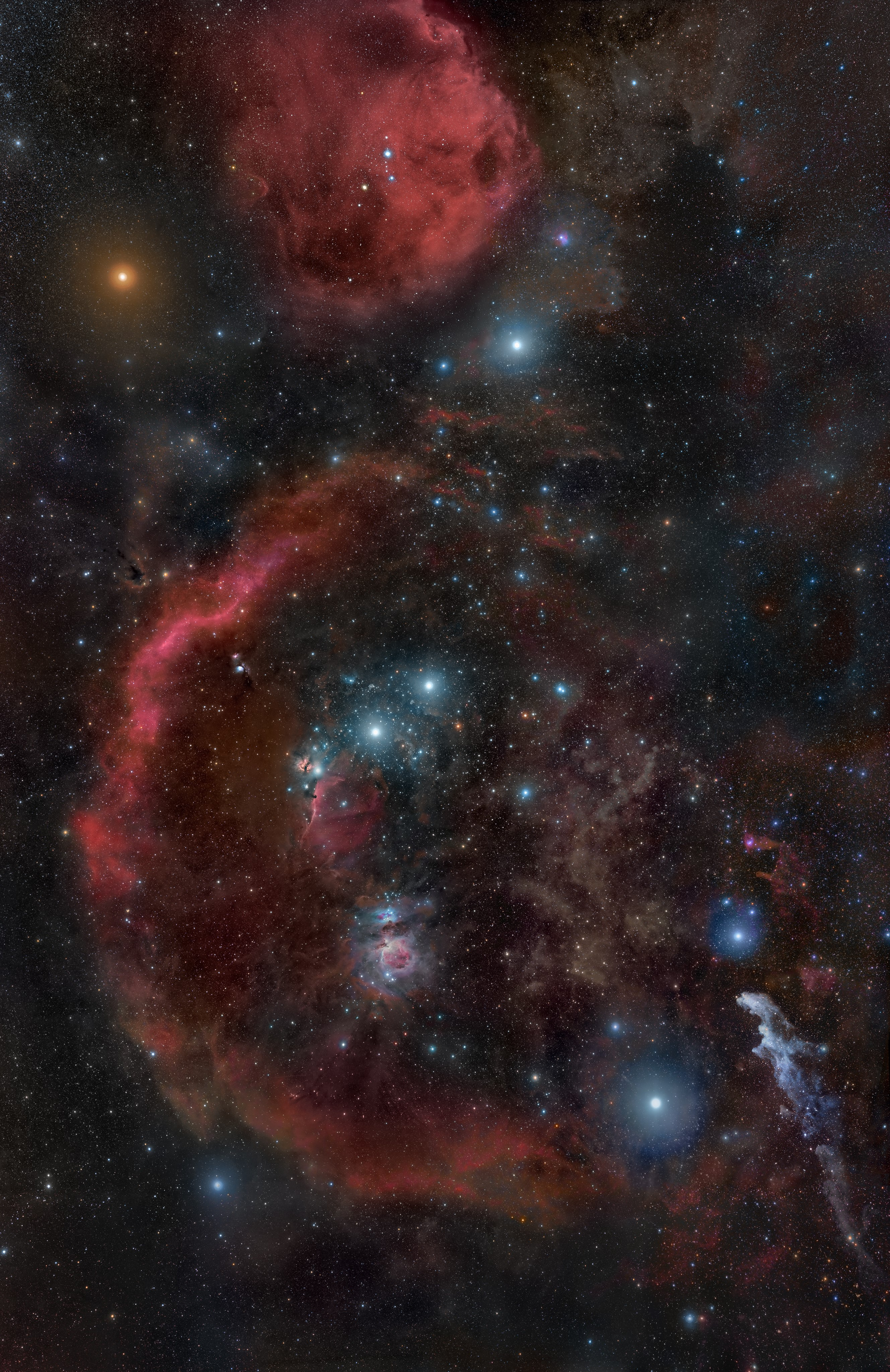
كوكبة الجبار، ويظهر بها النجم الأحمر الفائق العملقة منكب الجوزاء (بالأعلى يسارًا).

تكون النجوم الحمراء الفائقة العملقة باردة وكبيرة. لها أنماط طيفية من نمط K وM، وبالتالي درجات الحرارة السطحية أقل من 4100 كلفن. عادةً ما يتراوح حجمها بين عدة مئات إلى أكثر من ألف مرة من نصف قطر الشمس، مع أن الحجم ليس العامل الرئيسي في تصنيف النجم إلى نجم فائق العملقة. يمكن بسهولة أن يكون النجم العملاق الساطع البارد أكبر من نجم فائق العملقة الأكثر سخونة. على سبيل المثال، صُنف رأس الجاثي كنجم عملاق بنصف قطر ما بين 264 إلى 303 نصف قطر شمسي، بينما نجم الأنف هو نجم فائق العملقة K2 وبنصف قطر فقط 185 نصف قطر شمسي.
برغم أن النجوم الحمراء الفائقة العملقة أبرد بكثير من الشمس، هي أكبر بكثير لدرجة أنها ساطعة للغاية، وعادةً ما تكون عشرات أو مئات الآلاف من السطوع الشمسي. هناك حد أعلى لسطوع النجم الأحمر الفائق العملقة بنحو نصف مليون وحدة سطوع شمسي. النجوم فوق هذه اللمعان ستكون غير مستقرة للغاية وببساطة لا تتشكل.
النجم الأحمر الفائق العملقة لديه كتلة بنحو 10 كتلة شمسية و40 كتلة شمسية. لا تتوسع النجوم ذات النسق الأساسي بتسلسل أكبر من حوالي 40 كتلة شمسية وتبرد لتصبح نجومًا فائقة العملقة حمراء. وتعد النجوم الفائقة العملقة في الحد الأعلى المحتمل من نطاق الكتلة والسطوع هي النجوم الأكبر. تسبب جاذبيتها السطحية المنخفضة واللمعان العالي فقداناً كبيراً للكتلة، أعلى بملايين المرات من الشمس، ما ينتج سديماً ملحوظاً يحيط بالنجم. بحلول نهاية حياتهم، قد تفقد النجوم الحمراء الفائقة العملقة جزءاً كبيراً من كتلتها الأولية. تفقد العملاقة الأكثر ضخامة كتلتها بسرعة أكبر بكثير ويبدو أن كل النجوم الحمراء الفائقة العملقة تصل إلى كتلة مماثلة بنحو 10 كتلة شمسية، في الوقت الذي تنهار فيه النوى. تعتمد القيمة الدقيقة على التركيب الكيميائي الأولي للنجم ومعدل دورانه.
تُظهر معظم النجوم الحمراء الفائقة العملقة درجة من التغير المرئي، ولكن نادراً ما يكون ذلك بفترة أو سعة محددة جيداً. لذلك، عادة ما تُصنف على أنها متغيرات غير منتظمة أو شبه منتظمة. وحتى لديها فئات فرعية خاصة بها مثل فئة «إٍس آر سي» و «أل سي» للنجوم الفائقة العملقة المتغيرة البطيئة شبه المنتظمة والبطيئة غير المنتظمة على التوالي. عادة ما تكون المتغيرات بطيئة وذات سعة صغيرة، لكن السعات التي تصل إلى أربعة أحجام معروفة.
يُظهر التحليل الإحصائي للعديد من النجوم الحمراء الفائقة العملقة المتغيرة المعروفة عدداً من الأسباب المحتملة للتغير: فقط عدد قليل من النجوم تُظهر سعة كبيرة وضوضاء قوية تشير إلى التباين في العديد من الترددات، ويُعتقد أنها تشير إلى رياح نجمية قوية تحدث قرب نهاية حياة النجم الأحمر الفائق العملقة، الأكثر شيوعاً هي تغيرات الوضع شعاعي في وقت واحد على مدى بضع مئات من الأيام وربما تغيرات في الوضع غير الشعاعي على مدى بضعة آلاف من الأيام، يبدو أن عدداً قليلاً فقط من النجوم تظهر حقاً غير منتظمة، بسعات صغيرة، على الأرجح بسبب التحبيب في الغلاف الضوئي. يحتوي الغلاف الضوئي للنجم الفائق الأحمر العملقة على عدد صغير نسبياً من خلايا الحمل الحراري الكبيرة مقارنةً بنجوم مثل الشمس. يسبب هذا اختلافات في اللمعان السطحي يمكن أن تؤدي إلى تغيرات سطوع مرئية أثناء دوران النجم.
تشبه أطياف النجوم الحمراء الفائقة العملقة النجوم الباردة الأخرى، التي تهيمن عليها غابة من خطوط امتصاص المعادن والعناصر الجزيئية. تستخدم بعض هذه الخصائص لتحديد فئة السطوع، على سبيل المثال بعض من قوة ارتباط عنصر السيانوجين القريب من الأشعة تحت الحمراء والكالسيوم الثلاثي.
انبعاث «ميزر» شائع من المواد المحيطية بالنجم الأحمر الفائق العملقة. في الغالب يكون هذا ناتجاً عن الماء «H2O» و«SiO»، لكن انبعاث الهيدروكسيل «OH» يحدث أيضاً من المناطق الضيقة. بالإضافة إلى الدقة العالية لرسم خريطة المواد حول النجوم الحمراء الفائقة العملقة، يمكن رصد «في إل بي إي» «قياس تداخل مديد القاعدة» أو «في إل بي إيه» «خط مديد القاعدة» الخاص بالميزر لاستخلاص المناظر النجمية الدقيقة والمسافات نسبة لمصدرها. طُبق هذا حالياً بشكل أساسي على مواضيع خاصة، ولكن قد يصبح مفيداً لتحليل التركيب المجري واكتشاف النجوم الحمراء الفائقة العملقة الغامضة الأخرى.
يسيطر الهيدروجين على أغلب سطح النجوم الحمراء الفائقة العملقة بالرغم من استهلاك الهيدروجين في اللب بالكامل. في المراحل الأخيرة لفقدان الكتلة قبل انفجار النجم، قد يصبح الهيليوم السطحي غنياً بمستويات مماثلة للهيدروجين. في النماذج النظرية لفقدان الكتلة القصوى، قد تُفقد كمية كافية من الهيدروجين، إذ يصبح الهيليوم أكثر العناصر وفرة على السطح. عندما تترك النجوم ما قبل النجوم الحمراء الفائقة العملقة النسق الأساسي، يكون الأكسجين أكثر وفرة من الكربون الموجود على السطح، والنيتروجين أقل وفرة من الاثنين، ما يعكس غزارة في تكوين النجم. يُستنفَد الكربون والأكسجين بسرعة وتعزيز النيتروجين نتيجة لنزع المواد المجهزة من CNO من طبقات الانصهار ويُلاحظ أن النجوم الحمراء الفائقة العملقة تدور ببطء أو ببطء شديد. تشير النماذج إلى أنه حتى النجوم ذات النسق الأساسي التي تدور بسرعة يجب أن تُكبَح بفقدان كتلتها حتى تدور النجوم الحمراء الفائقة العملقة على الإطلاق. قد تكون تلك النجوم الحمراء الفائقة العملقة مثل منكب الجوزاء التي لها معدلات متواضعة من الدوران قد اكتسبتها بعد بلوغ مرحلة النجم الأحمر الفائق العملقة، ربما خلال التفاعل الثنائي. ما تزال نوى النجوم الحمراء الفائقة العملقة تدور ويمكن أن يكون معدل الدوران التفاضلي كبيرًا جدًا.